# Piero Martinetti

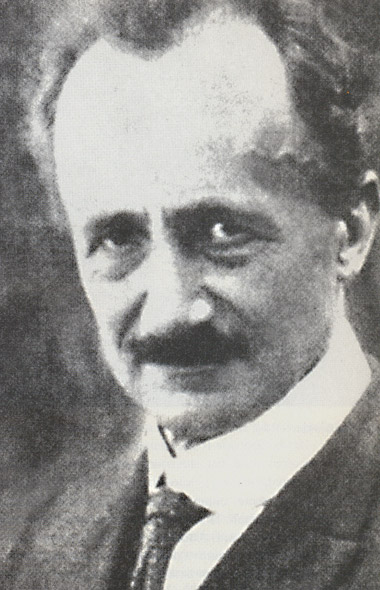
Piero Martinetti

Pier Federico Giuseppe Celestino Mario Martinetti (* 21. August 1872 in Pont-Canavese; † 22. März 1943 in Cuorgnè bei Turin) war ein italienischer Philosoph.

## Leben
Nach dem Besuch eines Gymnasiums in Ivrea und Studien an der Universität Turin wurde Piero Martinetti hier 1893 promoviert. Er setzte seine Studien 1894–1895 an der Universität Leipzig fort. Dann war er einige Jahre als Gymnasiallehrer tätig, bis er 1906 auf den Lehrstuhl für Theoretische Philosophie an der Literaturwissenschaftlichen Akademie (Accademia Scientifico-Letteraria) in Mailand berufen wurde, die 1924 in der Universität Mailand aufging.
Martinetti war gleichermaßen an erkenntnistheoretischen, sozialphilosophischen und religionsphilosophischen Fragen interessiert. Während er die Entwicklung des Idealismus nach Kant ablehnte, bezeichnete er seinen eigenen philosophischen Standpunkt, den er zu Kant in Beziehung setzte, als transzendenten Idealismus. Er vertrat liberale Ansichten und lehnte den Faschismus als totalitär ab. Konsequenterweise verweigerte er 1931 den nun von allen Hochschullehrern verlangten Eid auf das faschistische Regime, worauf er in den Ruhestand versetzt wurde.

## Schriften
- Introduzione alla metafisica – I. Teoria della conoscenza. Clausen, Torino 1904. (Nachdruck: Marietti, Genova 1987)
- Breviario spirituale. Isis, Milano 1922. (Nachdruck: Utet, Torino 2006)
- La libertà. Libreria Editrice Lombarda, Milano 1928. (Nachdruck: Aragno, Torino 2004)
- Ragione e fede. Saggi religiosi. Einaudi, Torino 1942. (Nachdruck: hrsg. v. Italo Sciuto, Gallone, Milano 1997)
- Kant. Bocca, Milano 1943. (Nachdruck: hrsg. v. Mario Dal Pra, Feltrinelli, Milano 1968, ³1981)
- Hegel. Bocca, Milano 1943. (Nachdruck: Celuc, Milano 1985)
- Scritti di metafisica e di filosofia della religione. 2 Bände. hrsg. v. Emilio Agazzi. Edizioni di Comunità, Milano 1976. (enthält den zweiten Teil der "Einleitung in die Metaphysik").
- Il pensiero di Africano Spir. hrsg. v. Franco Alessio. Albert Meynier, Torino 1990.
- Spinoza. hrsg. v. Franco Alessio. Bibliopolis, Napoli 1987.
- La religione di Spinoza: quattro saggi. hrsg. v. Amedeo Vigorelli. Ghibli, Milano 2002.
- Il Vangelo. Il nuovo melangolo, Genova 1998.
- L'amore. hrsg. v. Alessandro Di Chiara. Il nuovo melangolo, Genova 1998.
- Pietà verso gli animali. Il nuovo melangolo, Genova 1999.
- La religione di Spinoza. Quattro saggi. hrsg. v. Amedeo Vigorelli. Ghibli, Milano 2002.
- La Libertà. Aragno, Torino 2004.
- Schopenhauer. hrsg. v. Mirko Fontemaggi. Il nuovo Melangolo, Genova 2005.
- L'educazione della volontà. hrsg. v. Domenico Dario Curtotti. Edizioni clandestine, Marina di Massa 2006, ISBN 88-89383-51-8.